# レニャーノの戦い (ヴェルディ)
『レニャーノの戦い』（伊: La Battaglia di Legnano）は、ジュゼッペ・ヴェルディが作曲した全4幕からなるオペラである。
- 原語：La Battaglia di Legnano
- 原作：ジョゼフ・メリー (Joseph Méry) の戯曲『トゥールーズの戦い（仮訳）』 La Bataille de Toulouse
- 台本：サルヴァトーレ・カンマラーノ
- 初演：1849年1月27日、ローマ・アルジェンティーナ劇場

## 登場人物
- フェデリーコ・バルバロッサ（ドイツ皇帝） - バス
- ロランド（ミラノ軍指揮官） - バリトン
- リーダ（ロランドの妻） - ソプラノ
- アリーゴ（ヴェローナ軍指揮官） - テノール
- マルコヴァルド（ドイツ人捕虜） - バリトン

## 舞台構成
全4幕
- 第1幕 彼は生きている
  - 第1場 ミラノ城壁近くの広場
  - 第2場 ロランドの館の庭
- 第2幕 バルバロッサ コモ市庁舎の大広間
- 第3幕 恥辱
  - 第1場 ミラノ聖アンブロージョ聖堂の墓地
  - 第2場 ロランドの館の一室
  - 第3場 ロランドの館の塔の一室
- 第4幕 祖国のために死す ミラノ大聖堂前広場

## あらすじ
- 時代: 1176年
- 場所: ミラノ・コモ

### 第1幕
第1場
ミラノ軍やヴェローナ軍などの北イタリア各都市の騎士たちがミラノに集結し、ロンバルディア同盟軍を結成。市民たちと共にドイツ皇帝・バルバロッサを打倒することを誓う。
ミラノ軍を率いるロランドは戦死したと思われたヴェローナ軍指揮官アリーゴとの再会に喜ぶ。二人は共に祖国を守ろうと力強く誓う。
第2場
戦いで親兄弟や恋人を失い、今はロランドの妻になっているリーダが身の不幸を嘆く。城外で一人寂しそうにしているリーダにドイツ人捕虜マルコヴァルドがいい寄るが相手にされない。
そこへ侍女がやってきて、戦いで死んだと思っていた昔の恋人アリーゴが生きていたことを伝える。やがて夫ロランドがアリーゴを連れて現れるが、アリーゴは自分を裏切ってロランドの妻となったリーダをなじる。リーダはアリーゴが戦死したと聞かされので父の遺言に従ってロランドの妻になったと弁解する。

### 第2幕
宿敵であるミラノがコモに同盟を求めてきたが、コモ市の首脳陣たちはかつての戦いの傷は忘れられないと言う。ロンバルディア同盟軍から派遣されたロランドとアリーゴは、コモ市長にコモも同盟に加わりドイツ皇帝バルバロッサを倒そうと呼びかける。
そこへ当のバルバロッサがドイツ軍を率いて現れ、イタリア征服を豪語する。ロランドやアリーゴは祖国のために死すと叫ぶ。

### 第3幕
第1場
墓地には戦いで死んだ騎士たちの新しい墓がいくつも見える。アリーゴは祖国イタリアを守り抜くことを誓う。
第2場
アリーゴへの愛に苦しむリーダは侍女に彼への手紙を託す。出陣を前にしたロランドが現れ、妻リーダと子に別れを告げる。リーダを去らした後、ロランドはアリーゴを呼び、自分が死んだ時は妻と子を頼むとアリーゴに託す。アリーゴは動揺しながらも友の願いを聞き、立ち去る。
そこにドイツ人捕虜マルコヴァルドが現れ、侍女から奪ったリーダの手紙をロランドに見せる。昔の愛ゆえに是非合いたい、との文面に友と妻に裏切られたロランドは激怒する。
第3場
アリーゴの裏切りを知ったロランドは、アリーゴを部屋の外から鍵をかけて閉じ込めてしまう。アリーゴの耳に軍の出発する音が聞こえる。戦いの前に姿を隠したと思われる恥辱よりは死ぬ方がよいとアリーゴは高い塔から飛び降りる。

### 第4幕
人々が祈りを捧げている中、レニャーノの戦いでイタリアのロンバルディア同盟軍勝利の報が入る。一同が歓喜にわく中、突然、悲痛なラッパの音がする。葬送行進曲にのって瀕死のアリーゴが担がれてくる。アリーゴは、リーダの身の潔白をロランドに告げ、祖国のために死ぬ喜びを皆に伝えて事切れる。

## 著名なアリア
- リーダ「友よ、あなたは祖国への愛を語った」（Voi lo diceste, amiche, amo la patria）